# Proteuxoa pallescens
Proteuxoa pallescens là một loài bướm đêm trong họ Noctuidae.